# Dasypogon dorsalis
Dasypogon dorsalis là một loài ruồi trong họ Asilidae. Dasypogon dorsalis được Macquart miêu tả năm 1848. Loài này phân bố ở vùng Tân nhiệt đới.